# Jevons-paradoxon

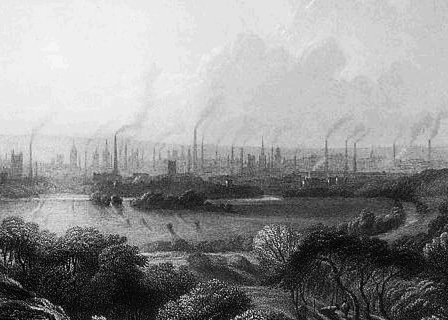
Szénnel üzemelő gyárak a 19. századi Manchesterben

A Jevons-paradoxon, Jevons-hatás vagy visszapattanó hatás a közgazdaságtanban egy jelenség, miszerint azok a technológiai fejlesztések, amelyek egy erőforrás felhasználásának hatékonyságát javítnák, ahelyett hogy csökkentenék az erőforrás használatát, akár növelhetik is azt. 1865-ben az angol William Stanley Jevons közgazdász figyelte meg, hogy technológiai fejlesztések, amelyek a szén hatékonyabb felhasználását tették lehetővé, a szén nagyobb mennyiségű felhasználásához vezettek az ipar több területén.
A Jevons-paradoxont gyakran használják annak alátámasztására, hogy a természeti erőforrások felhasználásának visszafogása kizárólag műszaki eszközökkel általában nem eredményes, a sikerhez a társadalmi/emberi tényező figyelembe vétele is elengedhetetlen. Ez utóbbi külső kényszer (pl. magasabb adók) vagy belső kényszer (pl.szemléletformálás) révén valósítható meg. Például az üzemanyagok használata csökken, ha a növekvő hatékonyság olyan adókkal társul, mint például a szén-dioxid kibocsájtásra bevezetett adók és kvóták.
A belső kényszer kapcsán egyre gyakrabban használják a "sufficiency" fogalmát, amit magyarra "elégségesség"-nek fordíthatunk. Ez a túlfogyasztás vonatkozásában tudatos mértékletességet feltételez, de eredményre vezethez gazdasági eszközök alkalmazása is. Előbbire példa a repülőgépes utazások helyett a nagysebességű vasút tudatos választása (Flygskam = repülési szégyen). Ez a koncepció az E.F. Schumacher által megfogalmazott "a kicsi szép" elképzeléssel vagy a minőségi fogyasztásra fókuszáló "lassú életmóddal" rokonítható. Ugyanakkor az "elégségesség" - például alacsony életszínvonal esetében - jelenthet törekvést akár a fogyasztás növelésére is.

## Története

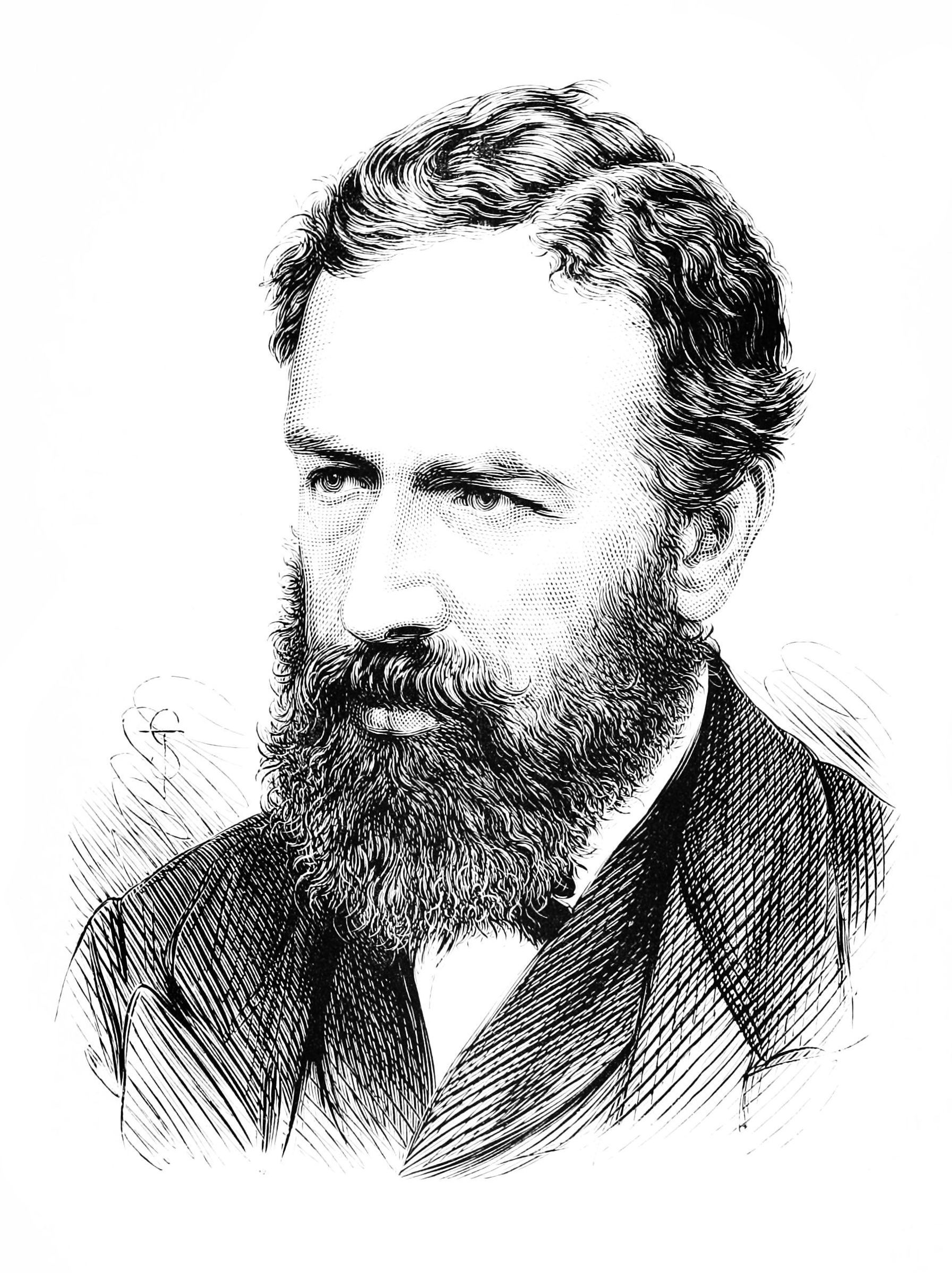
William Stanley Jevons

A Jevons-paradoxont elsőként William Stanley Jevons írta le 1865-ben A szénkérdés (The Coal Question) című könyvében. Jevons megfigyelte, hogy Anglia szénfogyasztása megugrott azután, hogy James Watt bemutatta szénnel működő gőzgépét, amely nagyban felülmúlta Thomas Newcomen gőzgépeinek hatékonyságát. Watt fejlesztései a szenet egy költséghatékonyabb erőforrássá tették, amely az ipar több területén tette lehetővé a használatát. Ez viszont növelte a teljes szénfogyasztást még akkor is, ha az egyes iparágak egyenként kevesebb szenet fogyasztottak. Jevons ez alapján állította, hogy az üzemanyagok hatékonyabb felhasználása inkább növeli a fogyasztást, mint hogy csökkentené.
Ez idő tájt Nagy-Britanniában sokan aggódtak a szénkészletek rohamos csökkenése miatt, de néhány szakértő azt állította, hogy a fejlődő technológia csökkenteni fogja a fogyasztást. Jevons állította, hogy ez nem lehetséges, sőt éppen ellenkezőleg: a fejlődő technológia gyorsabban fogyasztja el Anglia széntartalékait.
Noha Jevons eredetileg a szénre fókuszált, a koncepciót időközben kiterjesztették számos más erőforrás felhasználására, mint pl. vízhasználat, vagy akár személyek közötti kapcsolatok. Ez talán a legszélesebb körben ismert paradoxon a környezeti gazdaságtanon belül.

## Okai
A közgazdászok megfigyelték, hogy a fogyasztók többet utaznak, ha autóik kevesebbet fogyasztanak, ami egyfajta 'visszapattanó' (rebound) hatással van az üzemanyagra. A hatékonyságban való növekedés, amivel egy erőforrást (pl. üzemanyagot) használnak, csökkenti az erőforrás használatának költségét. Általánosságban elmondható, hogy egy termék vagy szolgáltatás költségének csökkenése növeli a keresletet (a kereslet törvénye). Ahogy csökken az utazás költsége, több fogyasztó többet fog utazni, ami növeli az üzemanyag iránti keresletet. Ezt a kereslet-növekedést hívják a visszapattanó hatásnak, ami vagy elég ahhoz, hogy ellensúlyozza az adott erőforrás használatának hatékonyság-növekedésből eredő csökkenését, vagy nem.  A Jevons paradoxon akkor lép föl, amikor ez a visszapattanó hatás nagyobb, mint 100%, vagyis túllépi a hatékonyság-növekedésből fakadó megtakarítást.

## Energiatakarékosság
Jevons figyelmeztetett, hogy az üzemanyag-hatékonyságból fakadó megtakarítások jellemzően növelik az üzemanyag-használatot. Ugyanakkor ez nem jelenti azt, hogy a jobb üzemanyag-hatékonyság hasztalan, ha a Jevons paradoxon megvalósul; a magasabb üzemanyag-hatékonyság nagyobb termelékenységet tesz lehetővé, valamint jobb materiális életminőséget. Például a hatékonyabb gőzgépek lehetővé tették a termékek és emberek olcsóbb szállítását, ami hozzájárult az ipari forradalomhoz. Ugyanakkor ha a Khazzoom-Brookes posztulátum helyes, akkor a megnövekedett üzemanyag-hatékonyság önmagában nem fogja csökkenteni a fosszilis üzemanyagok kimerülésének ütemét.
Számottevő vita van arról, hogy a Khazzoom-Brookes posztulátum helyes-e, valamint arról, hogy a Jevons paradoxon értelmezhető-e az energiatakarékossági törekvésekre. A legtöbb kormány, környezetvédő és civil szervezet hatékonyságnövelésre törekszik, mondván, hogy ezek az intézkedések csökkentik az erőforrások fogyasztását, és enyhítik a környezeti problémákat. Mások, köztük sok környezetvédő kételkedik ebben a 'hatékonysági stratégiában' a fenntarthatóság terén, és aggódik amiatt, hogy a hatékonyságból fakadó megtakarítások valójában megnövekedett termeléshez és fogyasztáshoz vezetnek. Állítják, hogy az erőforrások felhasználásának csökkenéséhez a hatékonysági törekvéseknek párosulnia kell olyan szakpolitikákkal, amik korlátozzák az erőforrások használatát. Más környezeti közgazdászok viszont kiemelik, hogy noha egyes esetekben előfordulhat a Jevons paradoxon, az elmélet széleskörű alkalmazhatóságára korlátozott empirikus bizonyíték áll rendelkezésére.

## Fordítás
Ez a szócikk részben vagy egészben  a   Jevons paradox című angol Wikipédia-szócikk fordításán alapul.  Az eredeti cikk szerkesztőit annak laptörténete sorolja fel. Ez a jelzés csupán a megfogalmazás eredetét és a szerzői jogokat jelzi, nem szolgál a cikkben szereplő információk forrásmegjelöléseként.